# William Zouche
William Zouche o William de la Zouche fue Arzobispo de York en el siglo XIV.
Zouche fue el hijo menor de Guillermo, Señor Zouche de Haringworth, en Northamptonshire. En 1335 fue nombrado Lord del Sello Privado, tras haber desempeñado otros cargos en la corte y el decanato de York. En 1337 recibió el cargo de Lord Tesorero, cargo que ocupó hasta marzo de 1338, y de nuevo entre diciembre de 1338 y mayo de 1340.
A la muerte del arzobispo de York William Melton, el rey Eduardo III pretendió que su secretario, Guillermo de Kildesby, fuese elegido para el cargo. Sin embargo, los canónigos de York eligieron a Zouche, su decano, el 2 de mayo de 1340. El rey trató de anular la elección sin conseguirlo y, después de un retraso de dos años, Zouche fue consagrada, en Aviñón, por el Papa Clemente VI el 7 de julio de 1342.
Aunque Zouche había servido a Eduardo III antes de su elevación a la sede en diversos cargos, había caído en desgracia, y no sería perdonado hasta 1346, cuando fue nombrado Lord Guardián de las Marcas. En este cargo, dirigió uno de los cuerpos de las tropas inglesas, que derrotó a los escoceses en la batalla de Neville's Cross, cerca de Durham, el 18 de octubre de 1346, en el curso de la Guerra de los Cien Años. El rey le estuvo muy agradecido y pidió al arzobispo Zouche que continuase su estrecha vigilancia sobre la frontera.
Durante su arzobispado, la epidemia conocida como la peste negra asoló a Inglaterra y su diócesis en 1349, y Zouche tuvo que tomar medidas, tales como velar por la consagración de cementerios adicionales y obtener la aprobación del Papa para la ordenación apresurada de nuevos miembros del clero.
Zouche murió el 19 de julio de 1352 en el Palacio Cawood y fue enterrado ante el altar de San Eduardo en la nave de la catedral de York. En ella fundó y comenzó la construcción de una capilla contigua al costado sur del coro, destruida al crearse el nuevo coro (más ancho que el anterior), y no ha quedado rastro de ella.